# SN 2011hs
SN 2011hs – supernowa typu IIb odkryta 12 listopada 2011 roku w galaktyce IC5267. W momencie odkrycia miała maksymalną jasność 15,50m.